# Propulsión láser
La propulsión láser es una forma de propulsión por haz de luz donde la fuente de energía es un sistema láser remoto (generalmente basado en tierra) y separado de la masa de reacción. Esta forma de propulsión difiere de un cohete químico convencional donde la energía y la masa de reacción provienen de los propulsores sólidos o líquidos a bordo del vehículo.

## Historia
Los conceptos básicos que subyacen a un sistema de propulsión de "vela" propulsado por fotones fueron desarrollados por Eugen Sänger y el físico húngaro György Marx. Los conceptos de propulsión con cohetes con energía láser fueron desarrollados por Arthur Kantrowitz y Wolfgang Moekel en la década de 1970. Una exposición de las ideas de propulsión láser de Kantrowitz se publicó en 1988.

Los sistemas de propulsión láser pueden transferir impulso a una nave espacial de dos maneras diferentes. La primera forma utiliza la presión de radiación de fotones para impulsar la transferencia de momento y es el principio detrás de velas solares y velas láser. El segundo método usa el láser para ayudar a expulsar la masa de la nave espacial como en un cohete convencional. Este es el método propuesto más frecuentemente, pero está fundamentalmente limitado en las velocidades finales de la nave espacial por la ecuación del cohete.

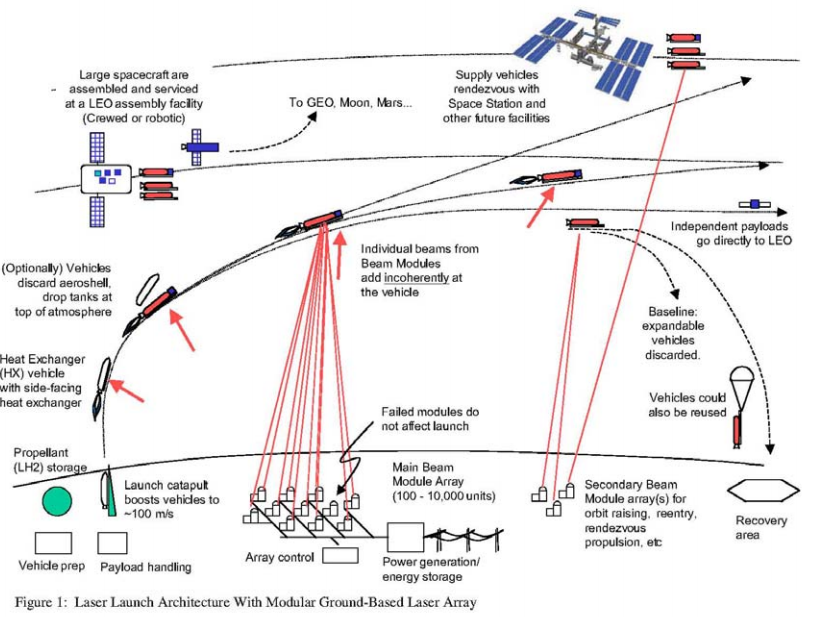
Un sistema de lanzamiento láser de empuje del intercambiador de calor